# Silver Creek (Nowy Jork)
Silver Creek – wieś w Stanach Zjednoczonych, w stanie Nowy Jork, w hrabstwie Chautauqua.